# Ван Эгмонд, Гэри
Гэри Ван Эгмонд (англ. Gary van Egmond; род. 29 июня 1965, Сидней) — австралийский футболист, тренер женского клуба «Ньюкасл Юнайтед Джетс».

## Клубная карьера
Гэри Ван Эгмонд начал карьеру футболиста в клубе из своего родного города Сиднея — австралийском «АПИА Личхардт» в 1982 году, в возрасте 17 лет. Затем он провел 61 матч в составе «Футскрей ДЖАСТ», клубе из города Мельбурн. А затем переехал за границу — в Нидерланды, в клуб «Рода», за который провёл всего 10 матчей.
Наибольшего успеха Ван Эгмонд добился в «Маркони Стэллионз», за который играл с 1991 по 1997 год и провёл 109 матчей, забив 8 мячей.

## Карьера тренера
Тренерскую карьеру Ван Эгмонд начал в полупрофессиональном клубе Сиднея — «Нортерн Спирит», в качестве младшего тренера. Главным тренером он стал в 1999-м — в клубе «Мэнли-Уорринга Долфинс». Затем, в 2001 году, австралиец стал помощником главного тренера в «Ньюкасл Юнайтед Джетс». После 7-го тура сезона 2006/07, когда «Ньюкасл Юнайтед Джетс» опустились на последнее место в турнирной таблице чемпионата, Ван Эгмонд занял должность главного тренера.
По итогам сезона 2007/08 Ван Эгмонд привёл «Джетс» ко второму месту в турнирной таблице, выведя в плей-офф Эй-лиги. В конце сезона 2008/09 Гэри покинул клуб и перешёл на работу в Австралийском институте спорта.
20 октября 2011 года он снова вернулся в «Ньюкасл Юнайтед Джетс», подписав с клубом контракт на два года. 5 сентября 2012 года стало известно, что Ван Эгмонд на год продлил контракт с «Ньюкасл Юнайтед Джетс» — до конца сезона 2013/14. 20 января 2014 года контракт с клубом был расторгнут по взаимному согласию сторон.

## Достижения
Как игрок
- Чемпион Национальной футбольной лиги Австралии: 1992/93

Как тренер
- Чемпион Австралии: 2007/08

Личные
- Тренер года в чемпионате Австралии: 2007/08

## Семья
У Ван Эгмонда есть жена Анетт и трое детей: Лора, Макс и Эмили.